# Го, Эдмон
Франсуа́ Жюль Эдмо́н Го́ (фр. François Jules Edmond Got; 1 октября 1822, Линьероль (Орн) — 21 марта 1901, Пасси) — французский прославленный актёр, выступавший на сцене парижского театра «Комеди Франсэз» на протяжении 50-ти лет (1844—1894). Также сочинял либретто для опер.

## Биография
Франсуа Жюль Эдмон Го родился 1 октября 1822 года в местечке Линьероль.
Выступал в амплуа комика. Лучшие его роли: Сганарель, Триссотен, Фигаро, а также в комедиях Эмиля Ожье: Жибуайе в «Les effrontés», Пуарье в «Зять г-на Пуарье» (Gendre de Mr. Poirier) и др..
Сочинил два либретто для опер Эдмона Мамбре (1820—1892) «Франсуa Вийон» (François Villon; 1857) и «Рабыня» (L’Esclave; 1874).
В 1881 году он был награждён орденом Почётного легиона.
Франсуа Жюль Эдмон Го умер 20 марта 1901 года в парижском районе Пасси.